# Augusto Bandini
Augusto Bandini (Roma, 1º aprile 1889 – ...) è stato un attore italiano.

## Biografia
Attivo in prevalenza nel periodo muto del cinema italiano, è apparso in oltre quaranta film (dei quali una decina sonori) tra il 1917 e il 1939.

## Filmografia

### Periodo muto
- Thaïs, regia di Anton Giulio Bragaglia e Riccardo Cassano (1917)
- Le due rose, regia di Camillo De Rossi (1919)
- Tre meno due, regia di Augusto Camerini (1920)
- La moglie di sua eccellenza, regia di Edoardo Bencivenga (1921)
- Miss Dollar, regia di Alfredo De Antoni (1922)
- La rosa di Fortunio, regia di Luciano Doria (1922)
- L'incognita, regia di Gennaro Righelli (1922)
- Il capolavoro di Saetta , regia di Eugenio Perego (1923)
- Un viaggio nell'impossibile, regia di Luciano Doria e Nunzio Malasomma (1923)
- Maciste e il nipote d'America, regia di Eleuterio Rodolfi (1924)
- Saetta impara a vivere, regia di Guido Brignone (1924)
- Maciste imperatore, regia di Guido Brignone (1924)
- Treno di piacere, regia di Luciano Doria (1924)
- Caporal Saetta, regia di Eugenio Perego (1924)
- Voglio tradire mio marito, regia di Mario Camerini (1925)
- Saetta e le sette mogli del Pascià, regia di Luciano Doria (1925)
- Maciste nella gabbia dei leoni, regia di Guido Brignone (1926)
- Beatrice Cenci, regia di Baldassarre Negroni (1926)
- Il gigante delle Dolomiti, regia di Bartolomeo Pagano (1927)
- Addio giovinezza!, regia di Augusto Genina (1927)
- I rifiuti del Tevere, regia di Gian Orlando Vassallo (1927)
- Florette e Patapon, regia di Amleto Palermi (1927)
- Nanu, la cugina d'Albania, regia di Amleto Palermi (1927)
- Gli ultimi zar, regia di Baldassarre Negroni (1928)
- Le confessioni di una donna, regia di Amleto Palermi (1928)
- La vena d'oro, regia di Guglielmo Zorzi (1929)
- Giuditta e Oloferne, regia di Baldassarre Negroni (1929)
- La locandiera, regia di Telemaco Ruggeri (1929)
- Quartiere latino, regia di Augusto Genina (1929)
- La grazia, regia di Aldo De Benedetti (1929)
- Miss Europa, regia di Augusto Genina (1930)

### Periodo sonoro
- Corte d'Assise, regia di Guido Brignone (1930)
- Terra madre, regia di Alessandro Blasetti (1931)
- Stella del cinema, regia di Mario Almirante (1931)
- L'uomo dall'artiglio, regia di Nunzio Malasomma (1931)
- Figaro e la sua gran giornata, regia di Mario Camerini (1931)
- La segretaria privata, regia di Goffredo Alessandrini (1931)
- Cinque a zero, regia di Mario Bonnard (1932)
- Bertoldo, Bertoldino e Cacasenno, regia di Giorgio Simonelli (1936)
- Il corsaro nero, regia di Amleto Palermi (1937)
- L'amore si fa così, regia di Carlo Ludovico Bragaglia (1939)

## Doppiatori
- Mario Besesti in L'amore si fa così